# Wahadło Foucaulta (powieść)
Wahadło Foucaulta (wł. Il pendolo di Foucault) – powieść sensacyjna Umberta Eco wydana w 1988 w Mediolanie w wydawnictwie „Bompiani”; przekład na język polski został wydany w 1993.

## Tytuł
Tytuł powieści nawiązuje do wahadła skonstruowanego przez Jeana Bernarda Léona Foucaulta. Zostało ono zademonstrowane w 1851 w Paryżu w celu ukazania zmian płaszczyzny ruchu wahania, co dowodzi ruchu obrotowego Ziemi.

## Opis fabuły
Głównymi bohaterami dzieła są trzej mediolańczycy zainteresowani historią i hermetyzmem. Snują oni wspólnie hipotezy na temat templariuszy i różokrzyżowców. Wymyślają misterny Plan przejęcia władzy nad światem, jaki rzekomo od wieków próbują zrealizować żądni zemsty spadkobiercy dziedzictwa templariuszy. Łączą w nim logicznymi zależnościami takie postacie jak: Hiram I, Abraham ben Szlomo Abulafia, Jacques de Molay,  legendarny Christian Rosenkreuz, Hrabia de Saint-Germain, tytułowy Jean Bernard Léon Foucault i wiele innych. Zgłębianie teorii spiskowych staje się dla bohaterów powieści obsesją. Do zacierania się granic rzeczywistości przyczyniają się także tajemnicze postacie i intrygi, na jakie natrafiają w badanej przeszłości, jak również podczas samych badań. Prowadzi to do wydarzeń tragiczniejszych, niż mogliby przypuszczać.
Główni bohaterowie powieści to: Casaubon (student piszący pracę doktorską na temat templariuszy), dwaj redaktorzy podejrzanego wydawnictwa pana Garamonda – Diotallevi (Żyd z przekonania) oraz Belbo (niespełniony trębacz), a także hrabia Aglié (przywódca sekty, pozujący na nieśmiertelnego Saint-Germain). Inne ważne postacie, to: obie kobiety Casaubona – Amparo (dziewczyna z Południowej Ameryki, która zabiera go na wycieczkę po południowoamerykańskiej synkretycznej kulturze) oraz Lia (jedyna racjonalna osoba w tej książce, która próbuje udowodnić Casaubonowi, iż ich tajny tekst jest fragmentem kupieckiej księgi rachunkowej – rodzajem średniowiecznego „kwitu z pralni”) i ich wspólny syn Giulio; pułkownik Ardenti (którego zjawienie się w wydawnictwie z tajemniczym tekstem zapoczątkowuje cały ciąg zdarzeń), Lorenza (niespełniona miłość Belbo, która daje się zwieść Agliému, przez co traci życie, jako Sophia); Salon (członek sekty, agent policji i mroczny wypychacz zwierząt), a także wiele innych barwnych postaci..